# Laguna Maracaibo
La laguna Maracaibo es una laguna amazónica de agua dulce de Bolivia, ubicada en la provincia de Cercado en el departamento del Beni. Se encuentra a una altitud de 177 m s. n. m. y presenta unas dimensiones de 5 km de largo por 4,3 km de ancho y un espejo de agua de 12,7 km² con un área de inundación de 3,1 km². En total la laguna tiene una superficie de 15,8 km².
Se encuentra a 2,5 km al sureste de la laguna El Encanto.